# کاوریانا
کاوریانا (به ایتالیایی: Cavriana) یک کومونه در ایتالیا است که در استان منتووا واقع شده‌است.

## خصوصیات
کاوریانا ۳۶٫۸ کیلومترمربع مساحت و ۳٬۸۸۰ نفر جمعیت دارد.